# 七月初二
七月初二，农历七月第二天。

## 大事记
1975年8月8日，农历七月初二，凌晨1点左右，板桥水库溃坝，造成23.8万人死亡。因此每年七月初一、初二那几天，在驻马店城乡的路边河边有很多人烧纸祭奠先人。

## 出生
- 光绪三十三年（1907年），粟裕，中国人民解放军大将。

## 逝世
- 万历六年（1578年），高拱，明朝内阁首辅。

## 参看
- 日历
- 六月三十 - 七月初一 - 七月初二 - 七月初三 - 七月初四
- 六月初二 - 七月初二 - 八月初二
- 正月 - 二月 - 三月 - 四月 - 五月 - 六月 - 七月 - 八月 - 九月 - 十月 - 十一月 - 腊月
- 公历7月2日